# Antônio Amaral (político)
Antônio Nonato do Amaral, ou apenas Antônio Amaral, (Belém, 16 de maio de 1926) é um despachante aduaneiro e político brasileiro, outrora deputado federal pelo Pará e ministro do Tribunal Superior do Trabalho.

## Dados biográficos
Filho de Domingos Araújo do Amaral e Olinda Guimarães do Amaral. Despachante aduaneiro, figurou como suplente de deputado estadual pelo PTB em 1962, sendo eleito para o legislativo paraense via ARENA em 1966, 1970 e 1974, afastando-se do mandato para assumir a chefia do Gabinete Civil no governo Fernando Guilhon. Eleito deputado federal em 1978, ingressou no PDS em 1980, sendo reeleito em 1982. Durante a legislatura, ausentou-se na votação da Emenda Dante de Oliveira em 1984 e votou em Paulo Maluf no Colégio Eleitoral em 1985, não se reelegendo em 1986.
Nomeado ministro do Tribunal Superior do Trabalho pelo presidente José Sarney em 1988, permaneceu na corte até aposentar-se, cinco anos depois. Com a posse de Carlos Santos como governador do Pará em 1994, retornou à chefia do Gabinete Civil.